# 黒字と赤字
黒字（くろじ）とは一般的には収入が支出を上回って剰余が生じた状態、または剰余そのものであり、また赤字（あかじ）とは逆に支出が収入を上回り超過した状態、または超過額そのものをさす。黒字財政や黒字決算などのようにあらゆる組織体の収支決算に用いられる。

## 概要
経済学的にはフローの概念であり、名目GDPなどと同じカテゴリーに属する。一方で資産や負債はストックの概念である。
黒字や赤字という名称は、簿記においてマージンである数字を記載する時に、剰余を黒インクで記し、超過額を赤インクで記すことから生じたものである。

## 語誌
西洋の簿記では通常は黒インクで記すのに対し、支出が収入を超過した場合や預金を借り越した場合などに赤インクでこれを記した。言語にも表現として取り入れられており、例えば赤字は、in the red （英）、dans le rouge （仏）、in den roten Zahlen （独）などと表現される。日本語の「赤字」「黒字」は、この西洋式簿記に直接由来するか、あるいは上記の西洋語からの借用と見られる。古くは1931年（昭和6年）に「赤字」の使用例が認められる。

## 統計における黒字・赤字
統計において黒字および赤字は主に家計調査において使用される。この場合の黒字は、家計で実収入から実支出を差し引いた剰余をさし、金融資産の純増や借入金の純減、財産の純増、繰越し純増なども含んでおり、可処分所得に対する黒字の割合である黒字率から金融資産純増率と土地、家屋の借金純減率を抜き出し、家計分析の手段とする。もちろん逆に赤字は支出超過額をさすが前述の手法を用いた場合、家計調査自体が多くの家計の平均であることや個々の家計の多くが赤字が出る可能性のある場合、事前に支出を削減すなわち節約を行うことなどから赤字が出ることは事実上無いようになっている。 また、黒字率と平均消費性向を合計すると100%になる。

## 中央銀行の赤字
経済的主権国家は多くの場合中央銀行を有し、その国の通貨発行権限を独占させている。赤字と負債とは関連があるが、中央銀行が発行した紙幣は中央銀行の負債として計上される。簡潔にいえばお札は中央銀行にとっては債務である。流通紙幣を中央銀行の負債とする理由は、昔は中央銀行の負う義務として金や銀と自国通貨との交換を拒否できなかったことにある。